# Medway
Medway je řeka v jižní Anglii, dlouhá 110 km. Její povodí má rozlohu 2400 km². Pramení nedaleko vesnice Turners Hill v hrabství Západní Sussex a vlévá se do estuáru řeky Temže v Sheernessu v hrabství Kent. Největším městem na řece je Maidstone, v Rochesteru se nachází proslulý most, jehož historie sahá do římských dob. Na Medway leží množství vodních mlýnů, v moderní době je řeka využívána ke kanoistice. V údolí Medway se nachází množství megalitů a vede jím turistická stezka Medway Valley Walk.
Řeka je známá především díky nájezdu na Medway, kdy v roce 1667 Nizozemci zničili loděnice v Chathamu.

## Hlavní přítoky
- River Eden
- River Bourne
- River Teise
- River Beult
- Loose Stream
- River Len